# Mirko Virius
Mirko Virius (28. října 1889 Đelekovec – 1943 Zemun) byl chorvatský malíř.
Jako umělec byl samoukem – absolvoval pouze čtyři třídy základní školy a většinu života pracoval v zemědělství, kromě doby, kdy bojoval v první světové válce a upadl do ruského zajetí. Od roku 1936 patřil spolu s Ivanem Generalićem a Franjem Mrazem ke skupině naivních malířů, kterou ve vesnici Hlebine založil Krsto Hegedušić, zúčastnil se i jejich první společné výstavy v záhřebském salonu Ullrich. Náměty obrazů čerpal z venkovského života, mnohdy šokoval otevřeným zobrazením lidské bídy. Byl stoupencem Chorvatské rolnické strany, za druhé světové války se zapojil do odbojové činnosti a byl zavražděn v koncentračním táboře Sajmište.
Kritik Josip Depolo ho nazval „podrávský Giotto“. Darko Pernjak o něm napsal životopisný román. Ivan Generalić mu věnoval svůj obraz Smrt Viriusa.

## Galerie

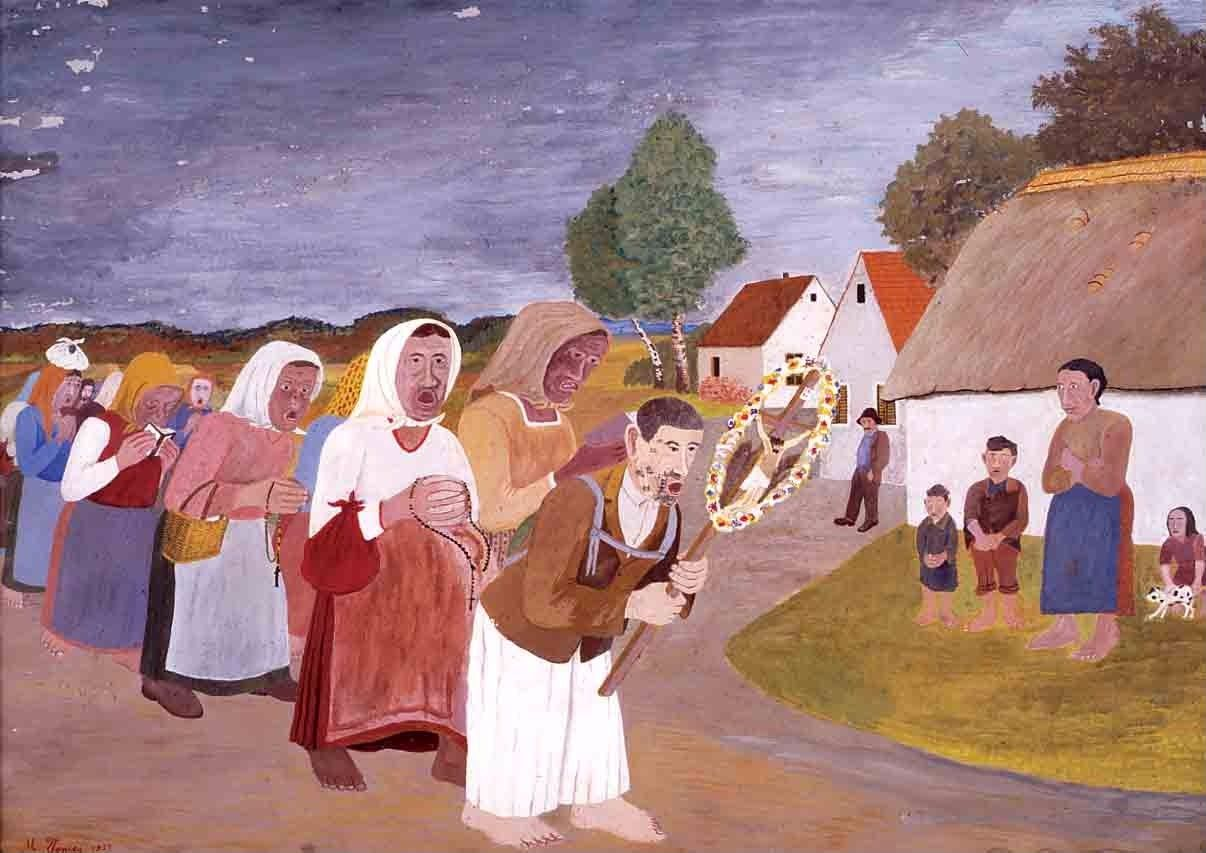
Procesí (1937)
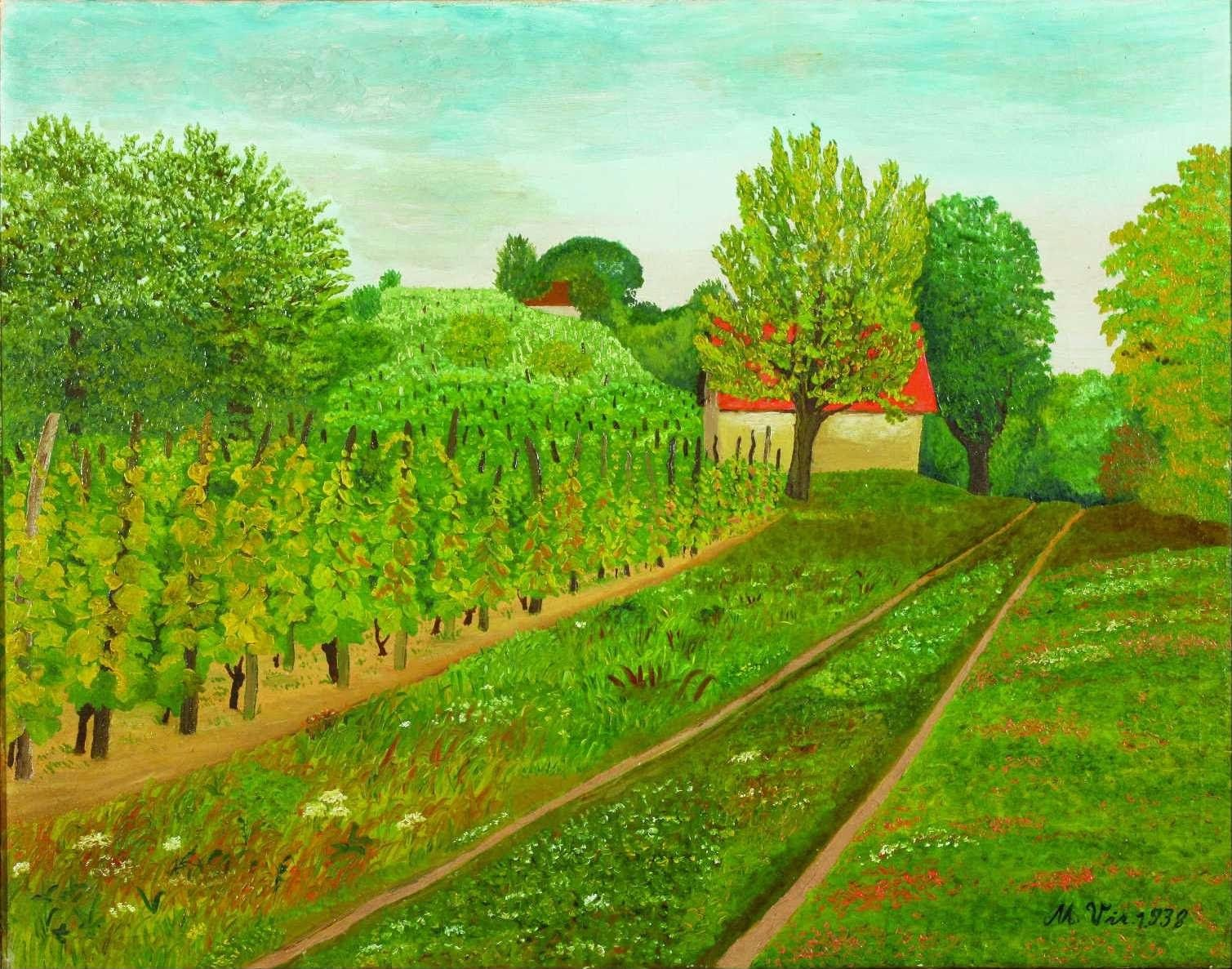
Vinice (1938)
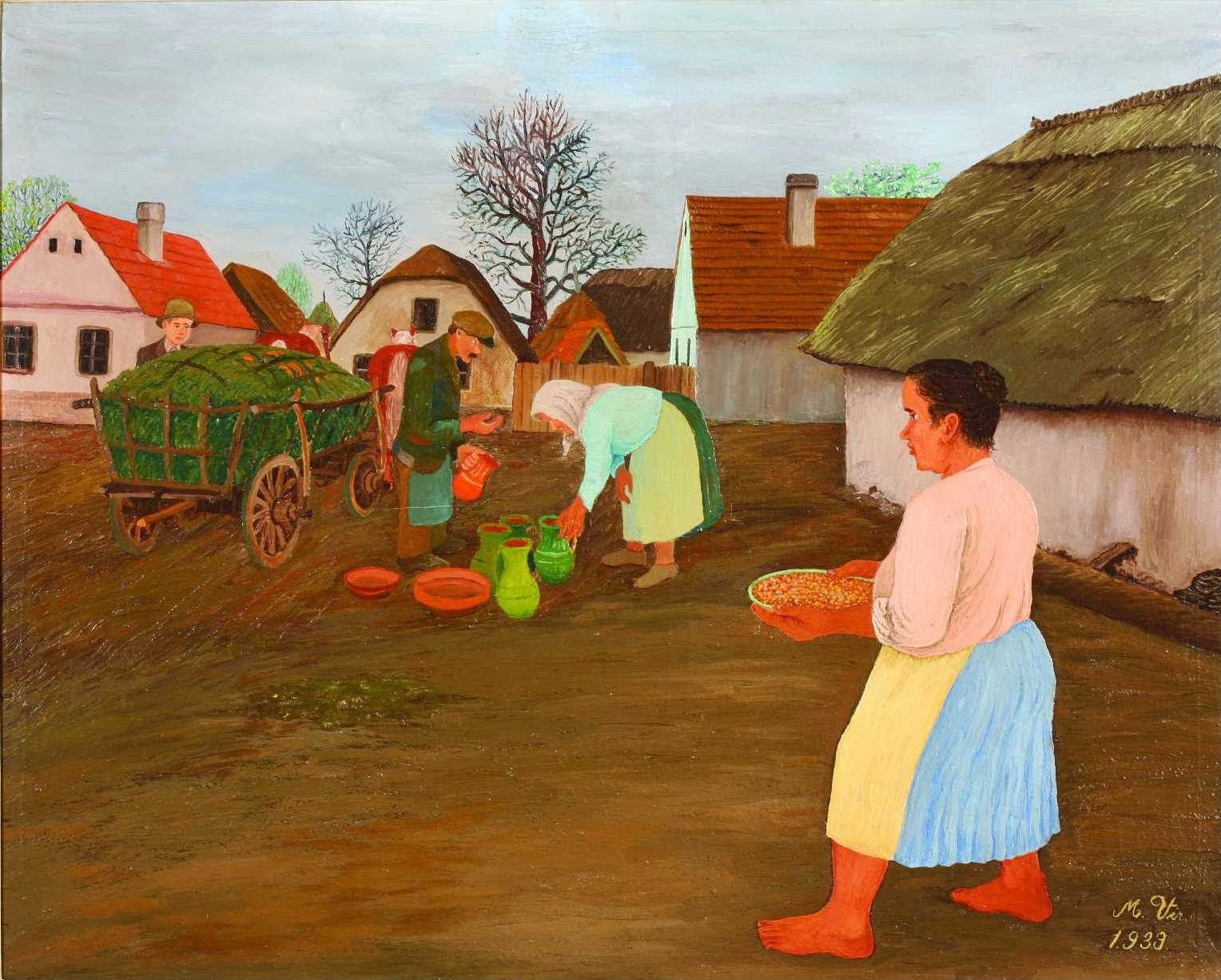
Hrnčíř na vesnici (1939)